# Astarita-Krater

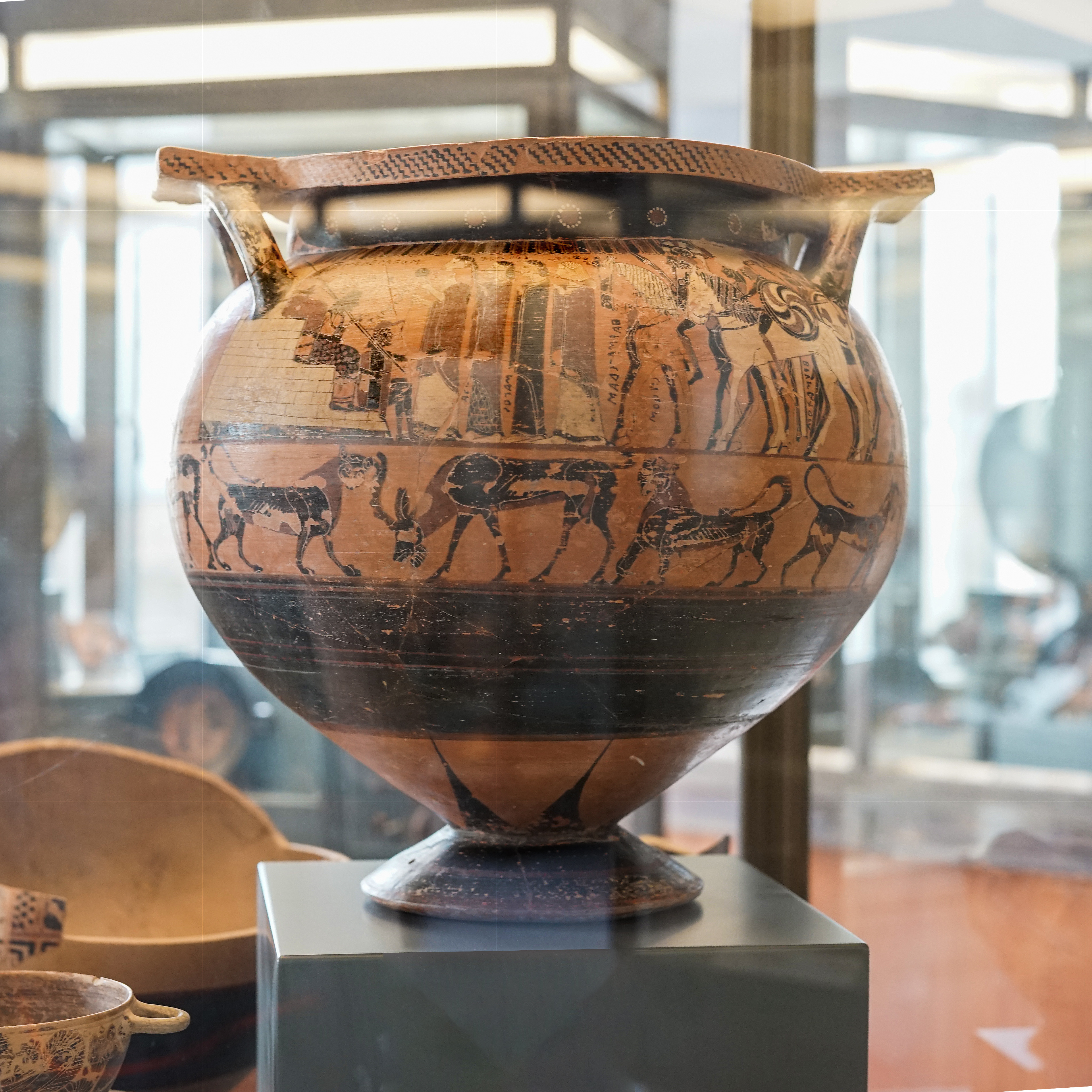
Astarita-Krater

Als Astarita-Krater wird ein spätkorinthisch-schwarzfiguriger Kolonettenkrater bezeichnet. Er gilt als eines der Hauptwerke der korinthischen Vasenmalerei.
Der in die Zeit um 560 v. Chr. datierte Astarita-Krater (Höhe 47 cm) zeigt über einem Tierfries die in der griechischen Kunst einmalige bildliche Darstellung der Rückforderung Helenas durch Menelaos, Odysseus und Talthybios in Troja. Die drei Helden sitzen auf einer Treppe. Ihnen nähert sich Theano, Priesterin der Göttin Athena mit weiteren Frauen (Dia und Malo) im Gefolge sowie einem Reiterzug, bestehend aus Harmatides, Glaukos und Eurymachos (den Söhnen von Antenor und Theano) sowie Ilioneus, Politas und Polyphas. Dieser Reiterzug greift auch auf die Rückseite der Vase über. Das gezeigte Geschehen ist mehrfach in den literarischen antiken Quellen, etwa bei Homer, erwähnt. Die Figuren sind großzügig mit erklärenden Beischriften versehen, die jedoch nicht immer zutreffend sind. Im unteren Fries sind Ziegen und Panther dargestellt. Seinen Namen erhielt der Krater von seinem Vorbesitzer, Mario Astarita, der die Vase dem „Museo Gregoriano Etrusco“ (Vatikanische Museen) schenkte.